# 普雷多伊
普雷多伊（義大利語：Predoi），是意大利波尔扎诺自治省的一个市镇。总面积86平方公里，人口596人，人口密度6.9人/平方公里（2009年）。ISTAT代码为021068。

## 人口和语言使用情况
根据2011年的人口普查，97.33％的人主要使用德语，2.67％主要使用意大利语。

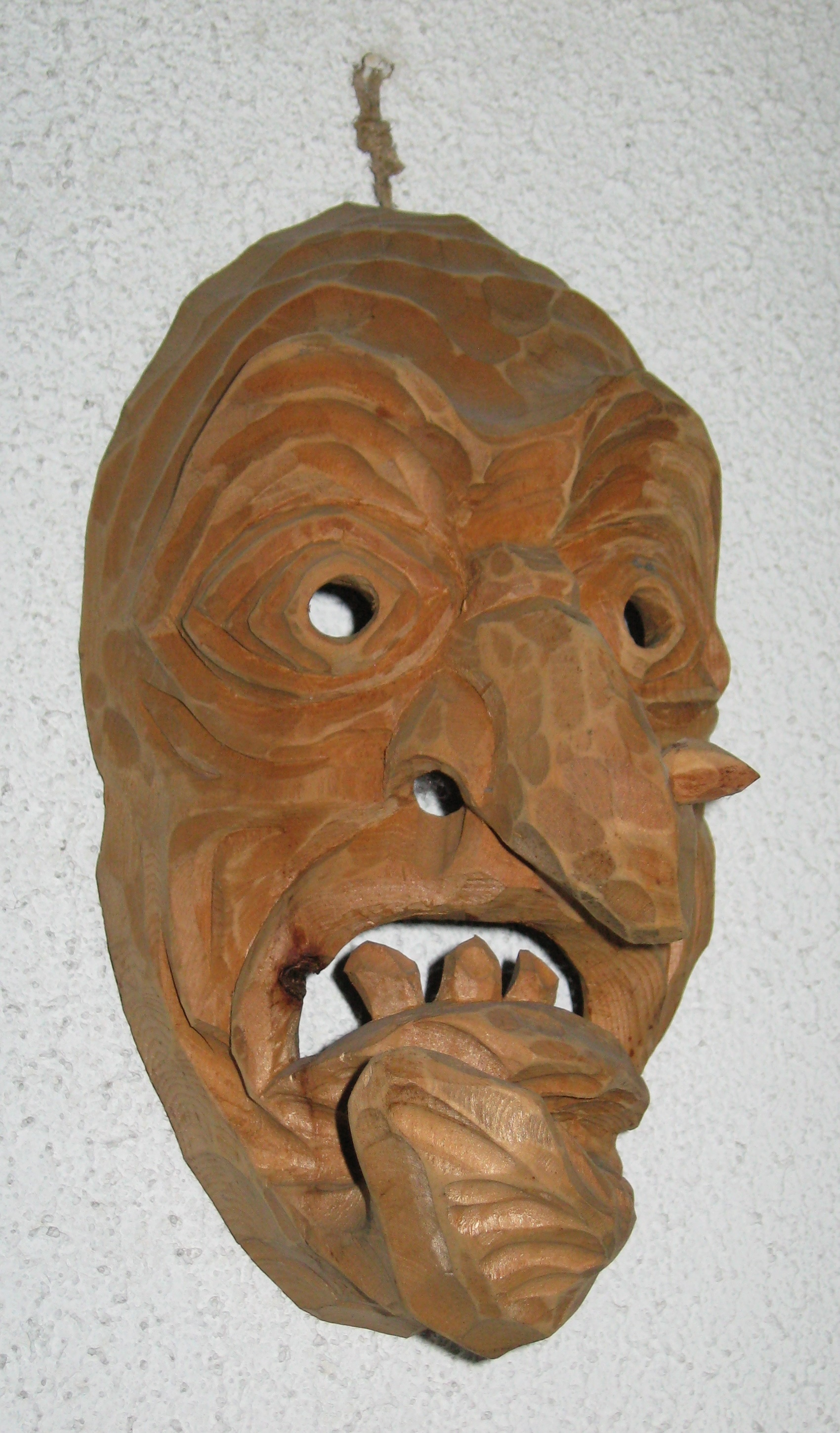
来自普雷多伊的一个面具